# Ganzenbloem
Ganzenbloem (Glebionis) is een geslacht van eenjarige planten uit de composietenfamilie (Asteraceae of Compositae). Vroeger werden de soorten tot het geslacht Chrysanthemum gerekend.
In Nederland komen de volgende soorten voor:
- Gekroonde ganzenbloem met twee variëteiten als adventief
  - Glebionis coronaria var. coronaria
  - Glebionis coronaria var. discolor
- Gele ganzenbloem (Glebionis segetum) als archeofyt